# Aegialites debilis
Aegialites debilis är en skalbaggsart som beskrevs av Mannerheim 1853. Aegialites debilis ingår i släktet Aegialites och familjen trädbasbaggar. Inga underarter finns listade i Catalogue of Life.